# Maria João Vaz
Maria João Vaz (Santo Estêvão, 1964) es una actriz, dobladora, artista plástica y activista LGBT portuguesa.

## Biografía
Graduada en la Escuela Superior de Teatro y Cine, Vaz ha participado en producciones televisivas, como series y telenovelas, y en películas. Se hizo conocida por un anuncio de la empresa de telecomunicaciones Telecel en el año 1995.
En el mundo teatral llegó a ser directora de grupo de teatro de la Sociedade Filarmónica de Santo Estêvão.
En 2018, con 52 años, inició su transición social a su identidad de género; Vaz pudo beneficiarse de la ley portuguesa que establecía el derecho a la autodeterminación de la identidad de género aprobada ese mismo año. Hizo pública su decisión en 2020 en una entrevista a través del periódico O Mirante y en el programa A Tarde é Sua de Fátima Lopes. Al año siguiente, en 2021, participó en la serie televisiva Festa é Festa de TVI en el papel de la inspectora PJ.
En 2023, tras la protesta de Keyla Brasil en el Teatro São Luiz de Lisboa, donde se representaba Tudo sobre a minha mãe, y en la que también intervinieron otros activistas como los componentes de Fado Bicha, Vaz remplazó al actor André Patrício en el papel de Lola.
Además de la actuación, Vaz es artista plástica bajo el seudónimo de Petrivaz.

## Filmografía

### Cine
| Año  | Título                        | Papel    | Notas        |
| ---- | ----------------------------- | -------- | ------------ |
| 2011 | Sangue do Meu Sangue          | Algarvio | Película     |
| 2012 | Imagine                       | José     | Película     |
| 2013 | Les Grandes Ondes (à l'ouest) | Aduanero | Película     |
| 2018 | Bad Investigate               | Actor    | Película     |
| 2018 | Aparição                      | Machado  | Película     |
| 2022 | As Sacrificadas               |          | Cortometraje |

### Televisión
| Año  | Título                              | Papel                      | Notas        |
| ---- | ----------------------------------- | -------------------------- | ------------ |
| 2011 | Liberdade 21                        |                            | 1 episodio   |
| 2012 | Rosa Fogo                           |                            | 3 episodios  |
| 2013 | Dancin' Days                        |                            | 3 episodios  |
| 2013 | Sol de Inverno                      |                            | 2 episodios  |
| 2014 | Bem-Vindos a Beirais                | Detective privado          | 1 episodio   |
| 2015 | Mar Salgado                         |                            | 2 episodios  |
| 2015 | La única mujer                      | Padre de Susana            | 65 episodios |
| 2015 | Jardins Proibidos                   |                            | 3 episodios  |
| 2015 | Coração d'Ouro                      | Procurador                 | 1 episodio   |
| 2015 | Santa Bárbara                       | Abogado del sindicato      | 66 episodios |
| 2017 | Rainha das Flores                   | Inspector                  | 2 episodios  |
| 2017 | Ouro Verde                          |                            | 2 episodios  |
| 2017 | Espelho d'Água                      | Funcionario del cementerio | 2 episodios  |
| 2018 | Vida y pasión                       | Empresario                 | 10 episodios |
| 2019 | Três Mulheres                       | Cliente                    | 2 episodios  |
| 2019 | La desaparición de Madeleine McCann | Detective                  | 8 episodios  |
| 2019 | Der Lissabon-Krimi                  |                            | 1 episodio   |
| 2019 | Alma e Coração                      | Cesario                    | 2 episodios  |
| 2020 | Na Corda Bamba                      | Taxista                    | 1 episodio   |
| 2021 | Festa é Festa                       | Inspectora PJ              | 4 episodios  |
| 2022 | Causa Propia                        | Funcionaria Julia          | 1 episodio   |

## Teatro
- O Campeão do Mundo Ocidental (2011)[3]
- Penélope (2012)[2]
- Gata em telhado de zinco quente (2014)[2]
- Doce Pássaro da Juventude (2015)[3]
- A Sagração da Primavera (2022)[15]
- Tudo sobre a minha mãe (2023)